# Johannes Block
Johannes Block (17. november 1894 i Büschdorf nær Halle an der Saale - 26. januar 1945 ved Kielce i Polen) var en tysk general.
Han blev forfremmet generalmajor 1942 og til general i infanteriet 1944.  Modtog Jernkorsets Ridderkors med egeløv i 1943.

## Kommando
- I. bataljonen ved 4. infanteriregiment februar 1937 til maj 1940
- 202. infanteriregiment marts 1940 - maj 1942
- 294. infanteridivision maj 1942 – december 1943.
- I perioden december 1943 - juni 1944 havde Block korte kommandoer som kommandør for forskellige enheder.
- LVI. Panzerkorps juni 1944 – januar 1945 og faldt i kamp ved Baranov-brohovedet 26 januar.